# معرفی دوباره گونه

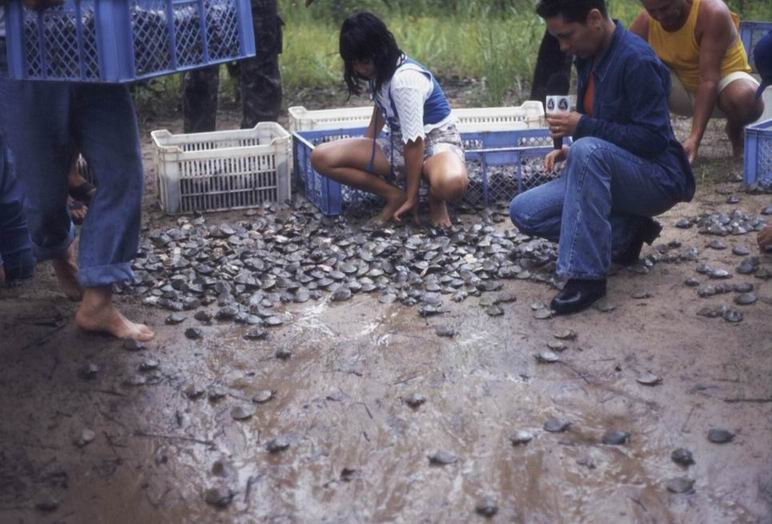
رهاسازی عمدی یک گونه در طبیعت

معرفی دوباره گونه‌ها یا معرفی مجدد گونه‌ها (به انگلیسی: Species reintroduction)، رهاسازی عمدی یک گونه در طبیعت، از اسارت یا دیگر مناطقی است که جاندار زنده توانایی زنده ماندن را دارد. هدف از معرفی دوباره گونه‌ها، ایجاد یک جمعیت سالم، از نظر ژنتیکیمتنوع و خودپایا در منطقه‌ای است که از بین رفته‌است، یا برای افزایش جمعیت جاندار انجام می‌شود. گونه‌هایی که ممکن است دارای شرایط معرفی دوباره باشند، معمولاً در طبیعت در معرض تهدید یا در خطر انقراض هستند. با این حال، معرفی دوباره یک گونه نیز می‌تواند برای مهار آفت باشد. به عنوان مثال، گرگ‌ها دوباره به یک منطقه وحشی معرفی می‌شوند تا از جمعیت بیش از حد گوزن جلوگیری کنند. از آنجایی که معرفی دوباره ممکن است شامل بازگرداندن گونه‌های بومی به مناطقی باشد که در آنجا منقرض شده‌اند، برخی اصطلاح «پایه‌گذاری دوباره» (reestablishment) را ترجیح می‌دهند.
انسان‌ها هزاران سال است که گونه‌ها را برای غذا و کنترل آفت معرفی می‌کنند. با این حال، روش معرفی دوباره برای حفاظت، از قرن بیستم بسیار جوان‌تر است.

## روش‌های تأمین منبع برای افراد
- منبع‌یابی درون‌جای
- منبع‌یابی برون‌جای

## نگرش‌های ژنتیکی
- شباهت بوم‌شناختی
- سازگاری به اسارت
- تبادل ژنتیکی

## بهبود فناوری‌های پژوهشی
- پایش ژنتیکی

## برنامه‌های معرفی دوباره

### آفریقا
- تابیده‌شاخ در مراکش و تونس، چاد[۳]
- فیل بیشه آفریقایی به منطقه حفاظت‌شده خصوصی سامارا در کیپ شرقی، آفریقای جنوبی[۴]
- سگ وحشی آفریقایی به پارک ملی گورونگوسا، موزامبیک[۵][۶] و پارک لکدی، گابن (موفق)[۷]
- کرگدن سیاه در مالاوی، زامبیا، بوتسوانا،[۸][۹] رواندا[۱۰] (موفق) و چاد[۱۱] (در حال انجام).
- پانگولین زمینی را در منطقه حفاظت‌شده خصوصی Phinda در کوازولو-ناتال، آفریقای جنوبی[۱۲]
- شیر به پارک ملی آکاگرا از رواندا[۱۳][۱۴] و ذخیره‌گاه حیات‌وحش و پارک ملی لیووند در مالاوی[۱۵][۱۶]
- مندریل به پارک لکدی، گابن[۱۷]
- شترمرغ آفریقای شمالی در مراکش، نیجریه، نیجر و تونس (در حال انجام)
- تیزشاخ آفریقایی در چاد[۱۸][۱۹][۲۰]
- کرگدن سفید جنوبی در کنیا، اوگاندا و زامبیا (موفق)
- یوزپلنگ آفریقای جنوبی در اسواتینی و مالاوی (موفق)[۲۱]
- کفتار خال‌دار به پارک ملی Zinave، موزامبیک[۲۲]
- زرافه غرب آفریقا به منطقه حفاظت‌شده گادابجی، نیجر[۲۳][۲۴]

### آسیا
- پلنگ آمور در روسیه (برنامه‌ریزی‌شده)[۲۵][۲۶][۲۷]
- خرس سیاه آسیایی در پارک ملی جیریسان، کره جنوبی (در حال انجام)[۲۸]
- فیل آسیایی به پناهگاه حیات وحش Doi Pha Muang، تایلند[۲۹]
- پروژه معرفی دوبارهٔ شیر آسیایی به پناهگاه حیات وحش کونو از تنها خانه آنها در حال حاضر در جهان در پارک ملی جنگل گیر. پناهگاه حیات وحش Kuno مکان انتخابی برای معرفی دوبارهٔ و استقرار دومین جمعیت کاملاً مجزای شیرهای آسیایی آزاد وحشی در ایالت مادیا پرادش است. تصمیم گرفته شد که شیر آسیایی در پناهگاه حیات وحش Kumbhalgarh در راجستان دوباره معرفی شود. برخی در دو مکان در گجرات دوباره معرفی خواهند شد.[۲]
- اورانگوتان بورنئویی در کالیمانتان شرقی، اندونزی[۳۰]
- گوزن بخارا (زیرگونه گوزن قرمز) در پارک ملی آلتین امل در قزاقستان[۳۱] و ذخیره‌گاه طبیعی بادای توگای در ازبکستان[۳۲]
- معرفی دوباره یوزپلنگ در هند پروژه‌ای برای معرفی دوباره یوزپلنگ در هند است. یوزپلنگ آسیایی در سال ۱۹۴۷ منقرض شد، زمانی که مهاراجه سورگجا سه یوزپلنگ آخر را در ایالت رِوا در مرکز هند شکار کرد. در سال ۱۹۵۲ توسط دولت هند به‌طور رسمی منقرض شده‌است. برنامه‌هایی برای معرفی دوبارهٔ یوزپلنگ به دو مکان در مادیا پرادش (پناهگاه حیات وحش کونو و پناهگاه حیات وحش نارادهی) و در چشم‌انداز شاهگار راجستان در حال انجام است. با این حال، دادگاه عالی هند این پروژه را متوقف کرد زیرا آنها توصیه کردند به جای واردات یوزپلنگ از آفریقا یا ایران، ابتدا از شیرهای در حال انقراض محافظت کنند. (در انتظار)
- تمساح چینی به ذخیره‌گاه زیست‌کره یانچنگ، استان جیانگ سو، چین[۳۳]
- اکراس کاکلی در تالاب اوپو، کره جنوبی[۳۴] و سادو، ژاپن[۳۵][۳۶]
- شنگ اوراسیایی در ژاپن (در حال انجام)
- گاومیش هندی به پارک ملی بانداوگر در مادیا پرادش، هند[۳۷]
- تمساح پوزه‌باریک گنگی در پناهگاه حیات وحش هستیناپور در اوتار پرادش، هند[۳۸][۳۹]
- کرگدن هندی در پاکستان (در حال انجام) و پارک ملی دودهوا[۴۰] و پارک ملی جیم کوربت (برنامه‌ریزی)[۴۱] در هند
- روباه کره‌ای (زیرگونه روباه قرمز) در پارک ملی Sobaeksan، کره جنوبی (در حال انجام)[۴۲]
- گیبون لار به پوکت، تایلند[۴۳]
- لک‌لک خاوری در کره جنوبی[۴۴]
- گوزن پر داوید در چین (موفق)
- پلنگ ایرانی در روسیه (در حال انجام)
- گیبون توده‌ای در جنگل‌های حفاظت‌شده آنگکور، کامبوج[۴۵]
- اسب پرژوالسکی در مغولستان (در حال انجام)
- گراز کوتوله به پناهگاه حیات وحش سونای روپایی در آسام، هند می‌رود (موفقیت‌آمیز)[۴۶]
- درنای ساروس در تایلند (در حال انجام)
- آلباتروس دم‌کوتاه در ژاپن (موفق)[۴۷]
- تمساح سیامی وارد پارک ملی کات تیان ویتنام[۴۸][۴۹]
- پروژه جمعیت دوبارهٔ ببرهای سیبری در سال ۲۰۰۹ برای بازگرداندن ببرهای آمور به سرزمین‌های پیشین خود و شامل رشته‌های پیشین در آسیای مرکزی که زمانی توسط نزدیک‌ترین خویشاوندان آنها، ببرهای خزری زندگی می‌کردند، پیشنهاد شد. در سال ۲۰۱۰، دو جفت ببر سیبری که با پلنگ ایرانی به جنوب غربی روسیه مبادله شدند، قرار بود در شبه‌جزیره میانکاله ایران دوباره معرفی شوند. در حال حاضر گربه‌های بزرگ (یکی از آنها مرده بود) در باغ وحش ارم در اسارت نگهداری می‌شوند.[۵۰] همچنین پیشنهاد شد که ببرهای سیبری به یک زیستگاه مناسب در نزدیکی رودخانه بین‌المللی آمودریا در آسیای مرکزی و در نزدیکی دلتای رودخانه ایلی در قزاقستان بازگردانده شوند. پروژه بازگردانی در پارک پلیستوسن، بخشی از پروژه بازسازی دوبارهٔ جمعیت در سال ۲۰۰۵ پیشنهاد شد.
- ببر جنوب چین - ببرهای اسیر که در منطقه حفاظت‌شده دره لائوهو در استان آزاد آفریقای جنوبی تحت برنامه Save China's Tigers دوباره وحشی می‌شوند، در نهایت به بیابان چین رها خواهند شد.
- گور ترکمنی در قزاقستان (در حال انجام) و ازبکستان (موفق)
- گوزن آبی در شانگهای، چین (موفقیت‌آمیز)[۵۱]
- گاومیش وحشی در پارک ملی چیتوان نپال[۵۲] و در پارک ملی کانها در مادیا پرادش، هند[۵۳]
- ماگنولیا سینیکا

### اروپا
- بز کوهی آلپ در آلپ فرانسه، ایتالیا و سوئیس (موفق)
- مارموت آلپ در پیرنه، جایی که در پایان پلیستوسن نابود شده بود (موفقیت‌آمیز)[۵۴]
- همستر اروپایی شکم‌سیاه در هلند و بلژیک (موفق)[۵۵]
- سیاه‌خروس سیاه به دربی شایر، انگلستان - (در حال انجام)
- پروانه جهنده شطرنجی به نورٍ‌همیتون‌شر، انگلستان - (در حال انجام)[۵۶]
- درنای خاکستری به سامرست، انگلستان - (در حال انجام)
- یلوه حنایی به کمبریج شایر، انگلستان - (در حال انجام)
- خرس قهوه‌ای اوراسیایی در کوه‌های آلپ (در حال انجام)[۵۷] و در پیرنه (در حال انجام)
- سیاهگوش اوراسیایی در سوئیس (موفق)، بریتانیا (پیشنهاد شده) و دیگر نقاط اروپا (در حال انجام)
- سگ آبی اروپایی در چندین کشور اروپا (موفق)
- گاومیش کوهان‌دار اروپایی در لهستان، بلاروس (موفق)، سایر نقاط اروپا (در حال انجام) و به انگلستان (پیشنهادشده)[۵۸]
- دال سیاه اروپایی در ماسیف سانترال در فرانسه - (موفق)
- پروانه هیت به اسکس، انگلستان – (موفق)
- پروانه گلانویل به سامرست، انگلستان - (موفق)
- آهوی ایرانی در مناطق حفاظت‌شده واشلوانی در گرجستان - (در حال انجام)
- عقاب طلایی در ایرلند (در حال انجام)
- میش‌مرغ به دشت سالزبری، انگلستان - (در حال انجام)
- دال قهوه‌ای در توده مرکزی، فرانسه (موفق)، آپنین مرکزی، ایتالیا، و شمال و جنوب اسرائیل (در حال انجام)
- سیاهگوش ایبری در پرتغال (در حال انجام)
- هما در کوه‌های آلپ (موفق) سوئیس (موفق)
- عنکبوت کفشدوزکی به ذخیره‌گاه آرن RSPB در دورست، انگلستان - (در حال انجام).[۵۹]
- پروانه نیلی بزرگ در جنوب غرب انگلستان - (موفق و در حال انجام)[۶۰]
- دلیجهٔ کوچک در اسپانیا
- غاز پیشانی‌سفید کوچک در سوئد و آلمان (در حال انجام)
- کادوی برگ‌باریک[۶۱]
- اکراس سرتاس شمالی در اتریش و ایتالیا (در حال انجام)
- طرلان شمالی – تصور می‌شود که جمعیت موجود بریتانیا از ترکیبی از پرندگان بازهای فراری و معرفی‌های عمدی ناشی می‌شود – (موفق)
- عقاب ماهی‌گیر به انگلستان و ولز - (موفق)
- شاهین بحری در آلمان، لهستان، سوئد و نروژ
- پلنگ ایرانی به ذخیره‌گاه بیوسفر قفقاز، روسیه اروپایی[۶۲][۶۳][۶۴]
- سمور جنگلی در ولز - (در حال انجام)[۶۵]
- کورکور حنایی در ایرلند[۶۶] Chiltern Hills , Black Isle، نورث همیتون‌شر، دامفریس و گالووی، یورک‌شر، پرت و کینروس و گیتس‌هد – (موفق)
- سنجاب قرمز به انگلسی، ولز - (موفق و در حال انجام)[۶۷]
- کاج اسکاتلندی به جنوب انگلستان - (بدون برنامه، موفق)
- فرچه‌پای نقره‌ای به اسکس، انگلستان - (در حال انجام، به صورت محلی موفق)
- طاووسک غربی در حوضه رودخانه موندگو، پرتغال (موفق)
- لک‌لک سفید به فرانسه، سوئد، هلند، بلژیک، سوئیس (همه موفق) و انگلیس (در حال انجام)[۶۸]
- عقاب دم‌سفید در ایرلند (در حال انجام) و هبرید، اسکاتلند - (موفق)، انگلستان (در حال انجام)[۶۹] و ولز (برنامه‌ریزی شده - در انتظار - در حالی که مکان مناسبی پیدا شد)
- گراز وحشی به چندین مکان در بریتانیا - (تصادفی، موفق)

### خاورمیانه
- تیزشاخ عربی در سلطنت عمان (موفق)، امارات متحده عربی (موفق)، اسرائیل (موفق)[۷۰][۷۱]
- سمندر کردستانی را در غرب ایران مشاهده شد (موفقیت‌آمیز)[۷۲]
- شترمرغ شمال آفریقا در اسرائیل (شکست)
- بز کوهی نوبه‌ای در اسرائیل (موفق)[۷۳]
- آهوی ایرانی در اسرائیل (موفق)
- گور ایرانی در عربستان سعودی (موفق)
- گوزن قرمز - در سال ۲۰۱۳ برنامه‌ای برای معرفی دوبارهٔ گوزن قرمز به ارمنستان اعلام شد. ۴ نر و ۱۱ ماده از این گونه خریداری و به مرکز تکثیر پارک ملی دیلیجان منتقل خواهند شد. صندوق جهانی حیات وحش آلمان و اورنج ارمنستان بودجه این پروژه را تأمین کرده‌اند.
- ماهی تیره یارکون در اسرائیل (موفق)[۷۴]

### آمریکای شمالی
- گاومیش کوهان‌دار آمریکایی به ذخیره‌گاه طبیعی ال کارمن[۷۵] و ذخیره‌گاه زیست‌کره یانوس[۷۶] در مکزیک، پارک ملی بنف در آلبرتا[۷۷]
- فلامینگو آمریکایی به آنگادا، جزایر ویرجین بریتانیا (موفقیت‌آمیز)[۷۸]
- طوطی دریایی اطلس در جزیره راک ایستر اگ در مین[۷۹][۸۰]
- راسوی پاسیاه در کانادا، ایالات متحده و مکزیک (فقط در ایالات متحده موفق شد)[۸۱][۸۲]
- لاک‌پشت بلندینگ در کانادا[۸۳]
- رخ‌کرکس کالیفرنیا در کالیفرنیا و مکزیک (در حال انجام)
- سیاهگوش کانادایی به ایالت نیویورک (شکست)[۸۴]
- گوسفند بزرگ‌شاخ در اورگن (موفق)[۸۲][۸۵]
- سگ دشتی دم‌سیاه در آریزونا و نیومکزیکو (موفق)[۸۶]
- دله آمریکایی در ایالت واشینگتن (موفق)[۸۲][۸۷] (در حال انجام)
- عقاب سرسفید به پارک ملی جزایر کانال، کالیفرنیا[۸۲]
- گرگ خاکستری به پارک ملی یلوستون در وایومینگ (موفق)،[۸۲][۸۸] آیداهو و مونتانا[۸۲]
- گاو مشک در آلاسکا (ایالات متحده آمریکا) (موفق)
- گرگ سرخ در کارولینای شمالی شرقی (در حال انجام)
- درنای فریادزن، از جمله جمعیت مهاجر در شرق ایالات متحده و جمعیت غیرمهاجر در لوئیزیانا (در حال انجام)
- بوقلمون وحشی در کارولینای جنوبی[۸۹][۹۰]
- نخل گیلاس سارجنت در فلوریدا (موفقیت‌آمیز)[۹۱] '
- Pediocactus Knowltonii در نیومکزیکو[۹۲]
- Cordylanthus maritimus در غرب ایالات متحده[۹۳]
- سمورهای رودخانه‌ای آمریکای شمالی در میسوری (موفق)[۹۴]
- Nēnē در پارک ملی آتشفشان هاوایی، هاوایی (در حال انجام)[۸۲]
- کپوردندان بیابانی به بنای یادبود ملی کاکتوس ارگان پیپ، آریزونا[۸۲]
- واپیتی به کنتاکی شرقی،[۹۵] پارک ملی کوه‌های دودی بزرگ، کارولینای شمالی و تنسی (موفقیت‌آمیز)[۸۲][۹۶] و به نیویورک (شکست)
- بیسون چوبی در آلاسکا[۹۷]
- باز ریج‌وی به مناطقی در جمهوری دومینیکن که در آنجا منقرض شده‌است
- ماکائوی سرخ‌فام به پالنکه، مکزیک[۹۸]
- میمون عنکبوتی جفری در گواتمالا[۹۹]

### اقیانوس‌ها و اقیانوسیه
- کانگوروی دم‌قلم‌مویی در استرالیا (در حال انجام)
- بزرگ‌گوش بزرگ در منطقه ریکاوری خشک، استرالیای جنوبی و سایر بخش‌های استرالیا (موفقیت‌آمیز)[۱۰۰]
- Allocasuarina portuensis در استرالیا[۱۰۱]
- <a href="https://en.wikipedia.org/wiki/Tunbridge_buttercup" rel="mw:ExtLink" title="Tunbridge buttercup" class="new cx-link" data-linkid="678">Tunbridge buttercup</a> در تاسمانی[۱۰۲]
- Rutidosis leptorrhynchoides در استرالیا[۱۰۳]
- کوئول شرقی در استرالیا (در حال انجام)[۱۰۴][۱۰۵]
- نامبات در سایر مناطق استرالیای غربی، پناهگاه اسکوشیا (نیوساوت ولز)، پناهگاه یوکامورا (استرالیای جنوبی)[۱۰۶]
- سینه‌سرخ جزیره شمالی به تیریتیری ماتانگی، اوکلند، نیوزیلند[۱۰۷]
- شیطان تاسمانی در سرزمین اصلی استرالیا (در حال انجام)[۱۰۸][۱۰۹][۱۱۰][۱۱۱]
- تورمیرو به جزیره ایستر[۱۱۲]

### آمریکای جنوبی
- کندور آند در کلمبیا[۱۱۳]
- مورچه‌خوار غول‌پیکر در کورینتس، آرژانتین[۱۱۴]
- شنگ غول‌پیکر به منطقه حفاظت شده ایبرا، آرژانتین[۱۱۵][۱۱۶][۱۱۷]
- گواناکو در مرکز آرژانتین
- گوزن آندی پاتاگونیا به ذخیره‌گاه زیستی Huilo Huilo در شیلی[۱۱۸]
- ماکائوی بال‌سبز به منطقه حفاظت‌شده ایبرا، آرژانتین[۱۱۹]
- آمازون با سینه‌شرابی تا پارک ملی داس آراکاریاس، سانتا کاتارینا، برزیل (در حال انجام)